# Contrôleur de vol

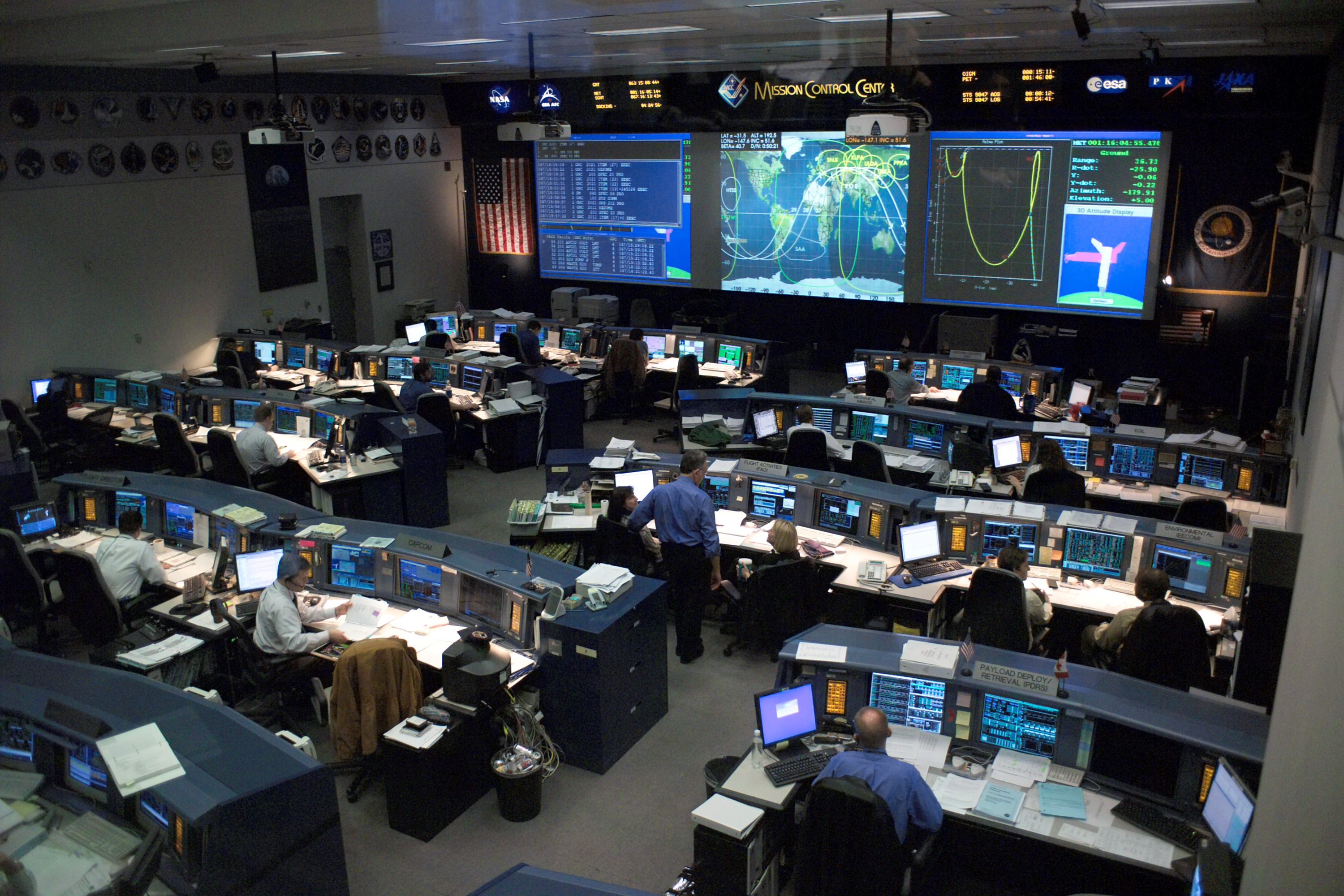
Mission Control Center en 2005 du Lyndon B. Johnson Space Center de Houston.

Un contrôleur de vol est une personne qui aide au vol spatial en travaillant dans des centres de contrôle de mission tels que le Centre de contrôle de mission de la NASA ou le Centre européen d'opérations spatiales de l'ESA. Les contrôleurs de vol travaillent sur des consoles informatiques et utilisent la télémesure pour surveiller en temps réel les différents aspects techniques d'une mission spatiale. Chaque contrôleur est un expert dans un domaine spécifique et communique constamment avec d'autres experts. Le directeur de vol, qui les dirige, surveille les activités d'une équipe de contrôleurs de vol, et a la responsabilité globale de la réussite et de la sécurité

## NASA
La salle où travaillent les contrôleurs de vol s'appelait la salle de contrôle des opérations de mission (Mission Operations Control Room - MOCR), et s'appelle maintenant la salle de contrôle de vol (Flight Control Room - FCR). Les contrôleurs sont des experts en systèmes individuels et font des recommandations au directeur de vol dans leurs domaines de responsabilité. Tout contrôleur peut demander l'interruption d'un vol si les circonstances l'exigent. Avant tout événement important, le directeur des vols fait le tour de la salle et demande à chaque contrôleur de prendre une décision de départ ou d'abandon, une procédure également appelée « vérification de l'état du lancement ». Si tous les facteurs sont bons, chaque contrôleur demande un « go », mais s'il y a un problème nécessitant une mise en attente ou un abandon, l'appel est un « no go ». Une autre forme de cette procédure est le « stay/no stay », lorsque le vaisseau spatial a terminé une manœuvre et qu'il est maintenant stationné par rapport à un autre corps, y compris un vaisseau spatial, en orbite autour de la Terre ou de la Lune, ou encore lors d'un alunissage.